# Star Wars: Battlefront - Elite Squadron
 (novembre 2018).
Si vous disposez d'ouvrages ou d'articles de référence ou si vous connaissez des sites web de qualité traitant du thème abordé ici, merci de compléter l'article en donnant les références utiles à sa vérifiabilité et en les liant à la section « Notes et références ».
Star Wars: Battlefront - Elite Squadron est un jeu vidéo de tir à la troisième personne développé par Rebellion Developments et édité par LucasArts, disponible en novembre 2009 sur PlayStation Portable. Parallèlement, une version développé par n-Space sur Nintendo DS est sorti au même moment. C’est la suite de Star Wars: Battlefront - Renegade Squadron.

## Histoire
Pendant la campagne, le joueur contrôle un clone nommé X2, qui a été créé à partir de l’ADN d’un maître jedi. X2 est nommé chasseur de jedi pendant l’ordre 66 avec son frère, X1. Au début, X2 fait partie de la troupe du maitre jedi Ferroda. Plus tard, X2 tue Ferroda quand l’ordre 66 est donné, il le regrettera plus tard. En conséquence, X2 trahira l’Empire et rejoindra la Rébellion, après, il refuse de continuer l’Ordre 66, il prendra part à chaque bataille majeure de La Revanche des Sith jusqu’au Retour du Jedi.
Après la mort de l'empereur, X1 construit un nouvel empire galactique alors pour l’arrêter, X2 le tue sur Mustafar.

## Système de jeu
Elite Squadron permet aux joueurs de participer à des combats à pied, dans des véhicules terrestres ou dans l’espace. Les joueurs peuvent aussi entrer dans des vaisseaux capitales et, quand ils atterrissent, tuer les ennemis dans le vaisseaux. Les transitions Terre-espace sont accompagnées de petites vidéos pendant que le jeu charge. Ces petites vidéos peuvent aussi apparaître quand on sort ou entre dans un vaisseau capital. C’est le premier Battlefront qui permet aux joueurs de prendre part aux batailles terrestres et spatiales quand ils le souhaitent. L’issue de chaque bataille dépend de l’action du joueur, c'est-à-dire que chaque ennemi tué influe sur le résultat de la bataille. Le front de bataille n’est pas un front mis sur une carte mais une compilation de plusieurs petits terrains. Chaque terrain influe sur un autre.
Ce jeu inclut des personnages jouables tels que Luke Skywalker, Boba Fett, Dark Vador, Dark Maul, l'Empereur et Kit Fisto, et le mode assaut qui apparaît dans Star Wars: Battlefront II. Les images d’avant-premières montre que le Général Rahm Kota, un personnage de Star Wars, le pouvoir de la force, est jouable, aussi bien que d’autre personnages de Renegade Squadron, comme Col Serra. Le mode Assaut est tout à fait abordable après qu’une démo a été montrée. D’autres modes de jeu sont inclus, avec un mode multijoueur et un mode survie. Un mode conquête galactique, est une exclusivité sur PSP. En mode conquête galactique, deux joueurs peuvent se partager une seule PSP, est joué l’un contre l’autre dans un mode stratégie.
Progresser dans l’histoire, compéter des objectifs permet de débloquer des bonus.
Il existe aussi un mode multijoueur infrastructure où l'on peut jouer avec diverses personnes se trouvant dans le monde entier.

## Développement
La version PSP a été développée par Rebellion Developments, qui a développé l'épisode précédent, Renegade Squadron. Il y a 12 missions et un système plus profond de personnalisation que Renegade Squadron, « la meilleure option de customisation qu’on n’a jamais vu dans un Star Wars: Battlefront ». Les joueurs peuvent personnaliser les armes, les armures, les espèces et d’autres attributs physiques. Le multijoueur peut supporter jusqu’à 16, avec le cheminement de statistiques. Le 25 octobre 2009, une démo est réalisée sur PlayStation Store qui permet aux joueurs de jouer sur Tatooine.
La version sur Nintendo DS est développée par n-Space, connu pour avoir développé les séries Call of Duty, World at War et Modern Warfare. Il y a 11 campagnes est jusqu'à 4 joueurs en multijoueur. Il n’y a pas de personnalisation mais au lieu du traditionnel système de vue, il y a une vue isométrique, comme dans Dungeon crawler. Il y a 3 modes de jeux, libre, jeux par équipes et mode héros. Les combats sont gagnés dans l’espace en détruisant les vaisseaux ennemies, en collectant les unités R2 dans le vaisseau Mère, ou sur terre en capturant les postes de commandements et en tuant les ennemis.

## Accueil
La version DS reçoit un 6,9/10 de la part d’IGN, félicitant l'intrigue du mode solo.